# Monolepta ogloblini
Monolepta ogloblini là một loài bọ cánh cứng trong họ Chrysomelidae. Loài này được Papp miêu tả khoa học năm 1946.